# Almáskamarás
Almáskamarás (németül: Almasch)  község a Dél-Alföld régióban, Békés vármegyében, a Mezőkovácsházai járásban.

## Fekvése
A régió és Békés vármegye délkeleti részén,  Medgyesegyháza városától 10 km-re keletre, a magyar-román országhatár lőkösházai átkelőjétől 17 km-re nyugatra, az Alföld Körös–Maros köze középtájának Békési-hát nevű kistáján fekszik. A szomszédos települések: Nagykamarás, Kunágota és Dombiratos.

## Megközelítése
Közúton a Nagykamarást és a 4429-es utat Kunágotával és a 4439-es úttal összekötő 4437-es számú alsóbbrendű úton érhető el.
A közúti tömegközlekedést a Volánbusz autóbuszai biztosítják.
Vasút nem vezet a településhez, a legközelebbi vasútállomás és a legközelebbi vasúti megállóhely egyaránt mintegy 8-10 kilométerre fekszik a Békéscsaba–Kétegyháza–Mezőhegyes–Újszeged-vasútvonalon, Medgyesegyháza közigazgatási területén (Medgyesegyháza vasútállomás, Bánkút megállóhely).

## Története
Az Almáskamaráshoz közel fekvő Nagykamarás, Bánkút és Kunágota települések legrégibb írásos emléke 1418-ből maradt fenn. A két Kamarás (a középkorban Maróti János macsói bán, a gyulai vár építtetője után Bánkamarás) együttes területén a régészek több Árpád-kori falu nyomaira bukkantak, de e falvak neve nem maradt fenn. A középkori települést egy 1596. évi tatár pusztítás néptelenítette el.
Magát Almáskamarást 1844-ben alapították; eredetileg a mai Nagykamarás része volt, és Kamarás volt a neve.
Az Arad vármegye Eleki járásához tartozó településre Elek városából érkeztek az első német telepesek. Az Almáskamarás név az 1855-ben megjelent Békés-Csanád-Csongrád és Hont vármegyék leírása című műben jelent meg először.
A település a trianoni békeszerződés után először Csanád-Arad, majd Csanád, Arad és Torontál k.e.e. (közigazgatásilag egyelőre egyesített) vármegyéhez tartozott. A falu német lakosságát 1946-ban kitelepítették, helyükre más településekről telepítettek be lakókat. Több embert telepítettek ki, mint amekkora a falu jelenlegi lakossága: a statisztikák szerint 1539-et . A kitelepítés megdöbbenést keltett a faluban; a kitelepítettekkel és németországi településeikkel, Leimen-St.Ilgennel és Walldorffal azóta is kapcsolatban állnak a községben maradt lakók és leszármazottaik, sok kitelepített pedig évente "hazalátogat" Almáskamarásra.
A község 1980-tól 10 évig a nagykamarási tanács irányítása alá került, de 1990-ben visszanyerte önállóságát. Azóta infrastruktúrája sokat fejlődött.

## Közélete

### Polgármesterei
- 1990–1994: Ambrus Attiláné (független)[4]
- 1994–1998: Ambrus Attiláné (független)[5]
- 1998–2002: Ambrus Attiláné (független)[6]
- 2002–2006: Ambrus Attiláné (független)[7]
- 2006–2010: Sipos László (független)[8]
- 2010–2014: Mazán Attila (független)[9]
- 2014–2019: Mazán Attila (Fidesz-KDNP)[10]
- 2019–2024: Mazán Attila (Fidesz-KDNP)[11]
- 2024– : Mazán Attila (Fidesz-KDNP)[1]

Az önkormányzat képviselő-testülete a 2010-es önkormányzati választások óta a polgármesterrel együtt 5 főből áll, és egy 4 fős német nemzetiségi önkormányzat is működik a faluban.

## Népesség
A település népességének alakulása 1910-től napjainkig:
| Év   | Lakosság (fő) |
| ---- | ------------- |
| 1910 | 2108          |
| 1940 | 2465          |
| 1948 | 2925          |
| 1983 | 1980          |
| 1990 | 1157          |
| 2001 | 1013          |
| 2010 | 865           |

| Lakosok száma | 943  | 910  | 886  | 765  | 716  | 732  | 668  |
|               | 2013 | 2014 | 2015 | 2021 | 2022 | 2023 | 2024 |

2001-ben a település lakosságának 76%-a magyar, 23%-a német és 1%-a egyéb (főleg szlovák vagy román) nemzetiségűnek vallotta magát.
A 2001-es népszámlálási adatok alapján a település lakóinak kb. 57%-a római katolikus, kb. 10,5%-a református, kb. 2,5%-a evangélikus és kb. 0,5%-a görögkatolikus vallású. Nem tartozik egyetlen egyházhoz vagy felekezethez sem, illetve nem válaszolt kb. 29,5%.
A 2011-es népszámlálás során a lakosok 90,2%-a magyarnak, 0,2% cigánynak, 41% németnek mondta magát (9,7% nem nyilatkozott; a kettős identitások miatt a végösszeg nagyobb lehet 100%-nál). A vallási megoszlás a következő volt: római katolikus 37,8%, református 6,2%, evangélikus 1,7%, felekezeten kívüli 34,2% (18,8% nem nyilatkozott).
2022-ben a lakosság 90,1%-a vallotta magát magyarnak, 10,2% németnek, 2,4% cigánynak, 0,1% románnak, 0,1% szlováknak, 0,7% egyéb, nem hazai nemzetiségűnek (9,9% nem nyilatkozott; a kettős identitások miatt a végösszeg nagyobb lehet 100%-nál). Vallásuk szerint 22,6% volt római katolikus, 6,1% református, 1,1% evangélikus, 0,3% ortodox, 0,1% görög katolikus, 0,3% egyéb keresztény, 0,4% egyéb katolikus, 26,3% felekezeten kívüli (42% nem válaszolt).

## Vallás

### Római katolikus egyház
1847-ben Almást és Nagykamarást önálló plébániává szervezték. 1888-ban Nagykamaráson külön plébánia alakult. A település a Szeged-Csanádi egyházmegye (püspökség) Békési Főesperességének Orosházi Esperesi Kerületébe tartozik mint önálló plébánia. Plébániatemplomának védőszentje Szent Vendel. Római katolikus anyakönyveit 1847-től vezetik.

### Református egyház
A település református vallású lakosai a Tiszántúli Református Egyházkerület (püspökség) Békési Református Egyházmegyében (esperesség) lévő Kunágotai missziói egyházközséghez tartoznak mint szórvány.

### Evangélikus egyház
A Déli evangélikus egyházkerület (püspökség) Kelet-Békési Egyházmegyéjében (esperesség) lévő Medgyesegyházai Evangélikus Egyházközséghez tartozik mint szórvány.

## Itt született
Károlyi Bernát (1892. június 19.) ferences szerzetes pap, vértanú.

## Nevezetességei
- Római katolikus templom (Szent Vendel-templom): 1865-ben épült Ursits Lipót tervei alapján.
- Temető gót betűs sírkövekkel
- Ország kemencéje

## Testvértelepülések
- Leimen-St. Ilgen, Németország
- Walldorf, Németország